# William Blazkowicz
William Joseph "B.J." Blazkowicz è il protagonista della serie di videogiochi Wolfenstein a partire da Wolfenstein 3D del 1992. Spia americana nata da genitori polacchi, si è specializzato in missioni singole dietro le linee nemiche. Oltre a missioni ordinarie, egli è solito sconfiggere i nazisti che tentano di portare avanti missioni in campo occulto o della biomeccanica.

## Biografia
Secondo quanto narrato nei vari episodi della serie Wolfenstein, Blazkowicz nacque negli Stati Uniti nel 1911, unico figlio di una famiglia di immigrati polacchi ebrei, figlio di Rip Blazkowicz e di Zofia Blazkowicz. Sul luogo di nascita di William, negli episodi classici della serie viene indicato come nato a Milwaukee, mentre in Wolfenstein II: The New Colossus si dice genericamente che la famiglia Blazkowicz possedeva una tenuta a Mesquite, in Texas, presso l'area che sarebbe in seguito divenuta il lago Forney, zona che un tempo apparteneva ai nonni materni di William e dove lui stesso ha trascorso gran parte della sua infanzia. Non viene precisato se William sia nato anche in questo luogo o abbia avuto realmente i natali a Milwaukee.
William ebbe un'infanzia non facile a causa di suo padre, uomo con lui violento e volitivo che lo indurrà a fuggire di casa per entrare in servizio nell'esercito americano. Dopo la sua partenza Rip diventerà un collaboratore dei nazisti ed uno spregiudicato razzista. Sua madre, al contrario, fu sempre sensibile e amorevole nei confronti di William e per questo il padre userà sovente violenza su di lei, sino al punto da denunciarla alle autorità naziste che la deporteranno in un campo di concentramento in Nuovo Messico dove morirà in seguito.
Durante la seconda guerra mondiale, divenne sergente dell'U.S. Army Rangers, prima di venire reclutato come agente per l'United States Office of Secret Actions (OSA), una versione fittizia dell'Office of Strategic Services, che lo ha incaricato di indagare sulle attività occulte della Divisione Paranormale delle SS (ispirata all'istituto Ahnenerbe ed alla Società Thule realmente esistite).
Nel 1946, l'agente Blazkowicz viene inviato in una missione presso il Mar Baltico vicino alle coste della Polonia assieme alle sue unità col pilota veterano scozzese Fergus Reid e il soldato semplice Probst Wyatt III, con il compito di assaltare una fortezza dei nazisti e trovare e uccidere il generale Wilhelm Strasse (alias Deathshead), fautore dell'incalzante vittoria del regime tedesco. La missione d'infiltrazione nel complesso, però, si rivela un completo fallimento e la squadra viene catturata. Durante la fuga Blazkowicz viene colpito da una scheggia alla testa finendo in stato comatoso per 14 anni e ricoverato in una casa di cura dove viene curato ed accudito dalla figlia del direttore della struttura, Anya Oliwa, che di professione è infermiera. Nel 1960 i nazisti ordinano di chiudere il manicomio, uccidendo tutti i pazienti e la famiglia di Anya che aveva opposto resistenza, ma Blazkowicz riesce a risvegliarsi dal suo stato vegetativo e riprende la sua lotta contro il regime, fuggendo questa volta con Anya, unica sopravvissuta al massacro. Riesce infine ad uccidere Detshead ma esce profondamente provato da quest'esperienza e costretto a nuove cure che lo rendono invalido per qualche tempo e costretto su una sedia a rotelle.
In un mondo ormai completamente invaso e permeato dai nazisti che hanno avuto la meglio durante la seconda guerra mondiale, inizia ad entrare in contatto con diverse cellule della resistenza americana e ad organizzare al meglio le proprie forze, distruggendo dapprima Detshead e la macchina bellica da lui creata. Nell'episodio Wolfenstein II: The New Colossus l'obiettivo di Blazkowicz è invece frau Engel (che ha già incontrato in precedenza) che dirige buona parte delle operazioni del nuovo regime e si è distinta come una figura di spicco nella macchina bellica nazista. Dopo diversi tentativi. In un tentativo di minare le basi stesse del nuovo "ordine costituito" nazista, Blazkowicz riesce a far saltare l’Obercommando tedesco posto nella città americana di Roswell, nel Nuovo Messico, con l'uso di una bomba nucleare, ma nel viaggio di rientro alla base decide di fermarsi nella vecchia casa dei genitori. Qui rincontra suo padre Rip e lo uccide dopo che questi gli ha rivelato di essere stato lui in persona ad aver denunciato la madre alle autorità naziste perché ebrea. Rip, ad ogni modo, prima di morire riesce ad avvertire frau Engel via telefono e Blazkowicz viene così catturato, processato e giustiziato pubblicamente al Lincoln Memorial di Washington. L'evento viene trasmesso in diretta dalle tv naziste.
In tempi record, la testa di Blazkowicz decapitato viene salvata dagli amici della resistenza del Kraisau Circle e innestata sul corpo di un übersoldat catturato ai nazisti, così che il personaggio può continuare a sopravvivere grazie ad un sofisticato sistema medico sviluppato da Seth Roth, mente del Kraisau che Blazkowicz stesso aveva salvato qualche anno prima in un campo di prigionia. Alla fine di una nuova avventura in un'America devastata dall'occupazione nazista, Blazkowicz ed i suoi compagni inizieranno a sviluppare il primo seme della seconda rivoluzione americana, giungendo infine a compromettere l'insediamento nazista sul pianeta Venere e ad uccidere frau Engel.
Il nome del protagonista della saga di Wolfenstein è volutamente molto simile a quello del generale Johannes Blaskowitz, alto ufficiale tedesco della seconda guerra mondiale il quale inviò numerosi dispacci all'Alto Comando della Wehrmacht in cui denunciava le atrocità commesse dagli Einsatzgruppen e dalle SS a danni di civili ed ebrei in Polonia.

### La carriera militare e le missioni
Durante la serie di Wolfenstein il protagonista progredisce anche nella propria carriera militare
- E-3 Private First Class: come è indicato nella carta d'identità dell'OSA nel manuale.
- Sergente: ad un certo punto, Blazkowicz viene promosso sergente durante il suo periodo di servizio nell'US Army Rangers nel corso della seconda guerra mondiale.
- Capitano: dopo Wolfenstein 3D, B.J. viene promosso capitano e rimane tale sino alla fine della guerra.

B.J. Blazkowicz ha fatto il suo ingresso nella serie di Wolfenstein con Wolfenstein 3D nel 1992, continuando a sussistere negli episodi creati successivamente, Spear of Destiny, Return to Castle Wolfenstein, e poi Wolfenstein, oltre che in Wolfenstein: The Old Blood, Wolfenstein: The New Order e Wolfenstein II: The New Colossus.
Le missioni a cui Blazkowicz prende parte includono assassini di una serie di capi tedeschi fittizi giungendo persino ad uccidere lo stesso Adolf Hitler in Wolfenstein 3D, sconfiggendo il tentativo nazista di utilizzare la Lancia di Longino per invocare l'Angelo della morte in Spear of Destiny, e facendo fallire il rituale di Heinrich Himmler per resuscitare Enrico l'Uccellatore (storico re medievale di Germania, ritratto come un crudele negromante) in Return to Castle Wolfenstein dove egli ritrova anche i piani di Wilhelm "Deathshead" Strasse per creare un'armata di non morti al servizio delle SS.
In Wolfenstein del 2009, ritorna a combattere i non morti del Quarto Reich con l'uso di una potente fonte energetica nota come Sole Nero (riferimento al simbolo esoterico Schwarze Sonne), che ancora una volta lo contrappone a Deathshead. Nell'episodio The New Order, il capitano Blazkowicz subisce una ferita alla testa nel 1946 che lo lascia in stato vegetativo per 14 anni in un manicomio polacco. Nel 1960, Blazkowicz si risveglia quasi sul punto di essere ucciso dai nazisti e scopre che questi hanno vinto la guerra e conquistato ormai il mondo, tra cui il suo vecchio nemico Deathshead (Wilhelm Strasse).
Wolfenstein RPG pone invece il protagonista in una linea alternativa di eventi che serve da prequel per la serie di Doom. Alla fine, B.J. sconfigge l'Harbinger di Doom, un demone evocato dai nazisti che altri non è che un Cyberdemon che comparirà poi in Doom. Un discendente di Blazkowicz è il sergente Stan Blazkowicz, protagonista di Doom RPG nonché uno dei protagonisti di Doom II RPG. B.J. Blazkowicz stesso è inoltre il protagonista di Rise of the Triad: Wolfenstein 3D Part II che venne poi pubblicato col solo nome di Rise of the Triad senza alcun collegamento di trama alla serie di Wolfenstein.

### Aspetto fisico e caratteriale
Dai documenti forniti nella serie Wolfenstein, viene precisato che William Blazkowicz, di aspetto muscoloso, è alto 191 cm ed ha un peso di 111 kg. Ha i capelli biondo-cenere (anche se talvolta è stato rappresentato coi capelli castani), con una mascella squadrata e occhi azzurri.
Durante lo svolgimento degli eventi della serie, Blazkowicz viene rappresentato come un fiero anti-nazista e amante della propria patria. Nell'episodio Wolfenstein II: The New Colossus si viene a sapere che tale odio nei confronti dei nazisti e di ciò che fanno agli altri è dato dal comportamento del padre di William, profondamente razzista e collaborazionista coi nazisti durante l'occupazione dell'America come descritta nella storia. Senza riguardi per le circostanze, la vita di William sembra votata alla salvezza del mondo intero dalla minaccia nazista che mette a dura prova sia la propria vita che quella delle persone che gli stanno attorno o che gli sono alleate. È un soldato molto leale e non si tira mai indietro davanti a qualsiasi missione.
Blazkowicz sembra mostrare sempre compassione per tutti (ad eccezione dei nazisti), indipendentemente dalla nazionalità, dalla razza o dal ruolo. Episodi chiave sono raccontati in Wolfenstein II: The New Colossus nelle sue relazioni interpersonali con la giovane Billie e Bombate, ma anche con Sigrun Engel, che con lui condivide un'infanzia simile e disperata, malgrado sia stata lei stessa in passato una seguace nazista.

### Relazioni e discendenza
Durante gli anni della sua giovinezza, Blazkowicz ebbe una relazione con una ragazzina di colore della sua stessa età, Billie, bruscamente interrotta però per volere del padre che si opponeva fermamente a queste unioni "miste".
Sulla discendenza di Blazkowicz, invece lo storyline degli episodi di Wolfenstein differisce largamente:
- Negli episodi classici della serie, William Blazkowicz, dopo la seconda guerra mondiale, sposa Julia Marie Peterson, da cui ha un figlio:
  - Arthur Blazkowicz, detto Arthur Blaze, sposato con Susan Elizabeth McMichaels e padre a sua volta di Joseph Blazkowicz II, detto "Billy Blaze", protagonista della serie di Commander Keen.[10]

- Nei nuovi episodi della serie, William sposa invece Anya Oliwa dalla quale avrà due figlie gemelle.

### Soprannomi
Durante lo svolgimento dei giochi della serie Wolfenstein, William Blazkowicz viene soprannominato in diversi modi. Da molti suoi colleghi viene soprannominato B.J. o semplicemente Blazko, mentre in alcuni casi viene chiamato ironicamente Billy Boy o Terror Billy. Dalle truppe naziste che lo nominano, solitamente è indicato col soprannome generico di L'Americano. Il medico e scienziato ebreo Seth Roth è l'unico a definire Blazkowicz col soprannome di Shimshon come il mitico re ebreo Sansone, in riferimento alla sua forza ed alla sua resistenza fisica, l'unica a non usare soprannomi è Anya che lo chiama William.